# Императорский дворец в Кайзерсверте
Руины Императорского дворца (нем. Kaiserpfalz Kaiserswerth) расположены в районе Кайзерсверт в северной части немецкого города Дюссельдорфа на берегу Рейна (федеральная земля Северный Рейн — Вестфалия).

## История

### Ранняя история
История Кайзерсверта восходит приблизительно к 700 году, когда Святой Свитберт основал монастырь. Земельное владение для монастыря даровал франкский майордом Пипин II. Это был искусственный остров в старом рукаве Рейна (само имя — Кайзерсверт — обозначает «императорский остров» (Kaiser (нем.) — император, Werth (средневерхненемецкий (mhd) — остров)), на котором уже существовал франкский мотт, защищённый рвом и палисадом. Место для монастыря было выбрано удачно — в этом месте пересекались путь Hellweg (главная средневековая дорога региона, соединяющая место впадения Рура в Рейн в Дуйсбурге и Тевтобургский Лес в окрестностях Падерборна), а также старая римская дорога, соединяющая Ксантен и Нойс.
Первое документальное упоминание о замке относится к 1016 году. В документе говорится о том, что император Священной Римской империи Генрих II Святой в знак примирения с пфальцграфом Эццо Лотарингским жалует ему Кайзерсверт и замок. Так как сын Эццо Оттон II умирает в 1047 году, не оставив наследников, Кайзерсверт снова возвращается в собственность короны. При императоре Генрихе III Чёрном замок существенно расширяется, но на сегодняшний день от построек того времени не сохранилось ничего.

### Кайзерсверт во времена Генриха IV
В 1050 году у Генриха III и его супруги Агнессы де Пуатье родился долгожданный сын (до этого в семье рождались только девочки). Новорождённый получил имя Конрад — в честь своего деда, Конрада II. Однако под влиянием друга и советника императорской семьи аббата Клюни Гуго, мальчика назвали Генрихом. Ещё до крещения младенца, на Рождество 1050 года, Генрих III потребовал от подданных дать присягу будущему императору. Незадолго до своей смерти (5 октября 1056 года) Генрих III заставил имперских князей ещё раз присягнуть своему сыну и, уже находясь на смертном ложе, передал его под защиту папы римского Виктора II. Благодаря Виктору II, власть беспрепятственно перешла к юному королю под регентством его матери Агнессы.
Формальная власть в период с 1056 до 1061 года находилась в руках матери Генриха IV, Агнессы де Пуатье, — женщины, не обладающей даром правления. Это вызвало недовольство многих княжеских фамилий. В 1062 году под руководством архиепископа Кёльнского Анно II осуществляется государственный переворот. В апреле 1062 года Генрих вместе с матерью во дворце Кайзерсверта встретились с архиепископом. Анно II пригласил одиннадцатилетнего правителя посетить роскошный корабль. То, что пережил тогда мальчик, описал летописец Ламперт Герсфельдский:

Едва ступив на судно, он был окружен приспешниками Анно, а часть из них налегла на весла изо всех сил — да так, что в мгновенье ока корабль оказался в самом центре реки. Король, растерявшись от неожиданности, не мог решить иначе, что его хотят лишить короны и жизни, и бросился в реку, где едва не утонул, — не приди ему на помощь граф Экберт Брауншвейгский, который прыгнул вслед и спас от верной гибели, вытащив обратно на корабль.

Анно отвез короля в Кёльн, где шантажом вынудил его мать выдать императорские инсигнии. После посвящения в рыцари 29 марта 1065 года Генрих возвращает себе власть, взойдя на престол под именем Генриха IV, но Кайзерсверт к этому времени уже своё значение потерял. За все годы своего правления Генрих IV посетит его ещё только один раз — во время княжеского собрания 1101 года. После этого императоры Священной Римской империи «забудут» о Кайзерсверте на целых 100 лет.

### Кайзерсверт при Фридрихе Барбароссе и его наследниках
В 1174 году император Фридрих I Барбаросса переносит таможню из голландского города Тиль в Кайзерсверт. В связи с этим он дает распоряжение о строительстве в Кайзерсверте мощной крепости. Строительство было завершено в 1193 году уже при сыне Барбароссы Генрихе VI. Руины, которые можно видеть сегодня, относятся к сооружениям этого времени.
Крепость в Кайзерсверте не предназначалась для постоянного жительства. Известен только один документально подтвержденный факт посещения Кайзерсверта Фридрихом Барбароссой — 22 апреля 1158 года. Однако, будущие императоры часто посещали Кайзерсверт — сохранилось множество документов, подтверждающих посещение крепости императорами Генрихом VI, Оттоном IV, Генрихом VII.
В это время в состав крепостного комплекса входит трехэтажный дворец, в середине которого находился мощный донжон. Главный въезд крепости находился в северо-восточной башне. Башня носила имя «Kleverturm», так как она выходила на дорогу, ведущую в Клеве. Окружающую стену с двумя угловыми башнями с одной стороны защищало русло Рейна, а с другой стороны — полукруглый ров.
В ходе начавшегося в 1212 году спора за правопреемственность в Германской империи. После того как Оттон IV заявил претензию на верховные права над Италией, папа Иннокентий III 18 ноября 1210 года отлучил его от церкви, а в 1212 году признал Фридриха II Гогенштауфена законным германским королём; вся южная Германия после этого отпала от Оттона. В 1213 году Оттон IV захватил в плен мюнстерского епископа Оттона I Ольденбургского и насильственно удерживал его в крепости Кайзерсверта. Граф Адольф III фон Берг предпринял пять безуспешных попыток для штурма крепости и освобождения пленника. В 1215 году граф Адольф III предпринял шестую попытку, для чего был прокопан искусственный рукав Рейна, вследствие чего береговая линия реки отступила от стен крепости и появилась возможность штурма с наименее укреплённой стороны. После четырёхмесячной осады 24 июля 1215 года гарнизон крепости сдался. Оттон IV удалился в свои наследственные земли и оттуда сражался ещё с датским королём Вальдемаром II и архиепископом Магдебургским. Кайзерсверт перешел во владение Фридриха II.
Ещё одной осаде крепость в Кайзерсверте подверглась в 1247 году когда голландский граф Вильгельм II в течение года осаждал императора Фридриха II. В конечном итоге крепость пала, так как закончились все запасы продовольствия.

### Кайзерсверт вXIII-XVII веках
После упадка императорской власти Кайзерсверт с 1273 года беспрерывно становился объектом залога. До 1424 года город и дворец были попеременно то в голландском владении, то принадлежали архиепископу Кёльнскому, то герцогству Клевскому, тогерцогству Юлих-Берг. Затем в течение 350 лет Кайзерсверт принадлежал архиепископу Кёльнскому, который приобрел его за 100 000 гульденов. Во времена епископа Залентина фон Изенбурга между 1567 и 1577 годами дворец перестраивается. В 1655 несколько зданий дворца и в том числе дворцовая капелла, разрушаются в результате взрыва пороха.
Во время войны за Пфальцское наследство между французским королевством и Аугсбургской лигой тогдашний владелец дворца курфюрст Кёльна Иосиф Клеменс Баварский выступает на стороне Людовика XIV. Вследствие этого в апреле 1689 года начинается осада крепости армиями Нидерландов и Бранденбурга. 25 июня комендант крепости француз Марконир был вынужден капитулировать, так как в результате пожара погибли продовольственные склады. Сильно пострадавший от артиллерийского обстрела и пожара дворец был восстановлен после того, как в 1692 году Кайзерсверт вернулся во владение архиепископа Кёльнского.

### Кайзерсверт во время войны за испанское наследство
В 1702 году начинается война за испанское наследство. Курфюрст Иосиф Клеменс вновь становится на сторону Франции. Поэтому весной того же года дело дошло до осады крепости войсками Бранденбурга, Нидерландов и Англии, значение императора. Крепость продержалась до 15 июня. 12 000 пушечных ядер оставили отчетливые следы осады: почти все дома в городе были разрушены, дворец сильно поврежден. По распоряжению Иоганна Вильгельма II 9 августа была взорвана сильно разрушенная, а потому представлявшая опасность, главная башня крепости. Оборонительная стена со стороны Рейна также была разрушена. При низком уровне воды в Рейне и сегодня можно увидеть некогда бывшие крепостной стеной крупные каменные глыбы.
Надвратный камень, установленный над главным въездом в крепость, был в качестве военного трофея привезён в Дюссельдорф и в течение 150 лет хранился в парке дворца Бенрат. Теперь он возвращён на территорию императорского дворца. Одна из двух его надписей звучит:

«В 1184 году после Рождества господа нашего Иисуса Христа император Фридрих подтверждает этим своё желание объединить империю ради справедливости и мира, которые будут царить во всем мире».

В результате Раштаттского мирного договора в 1714 году разрушенный дворец вновь был возвращен курфюрсту Кёльнскому, под властью которого и пребудет до 1838 года, когда дворец и прилегающие территории перейдут в муниципальную собственность города Кайзерсверт. После этого разрушения дворец никогда больше не восстанавливался. В 1717 году была восстановлена лишь церковь Святого Свитберта.

### XIX-XX века
На протяжении двух столетий камни руин крепости и дворца использовались для городского строительства в Кайзерсверте. В середине XIX века на строительство городской ратуши восточная часть крепости была уничтожена до самого фундамента.
В 1884 году очередное разрушение остаткам крепости нанесло строительство дамбы для защиты от наводнений, которая проходила прямо через территорию крепости. 
Профессор Пауль Клемен в 1899 начинает раскопки и реставрационные работы, которые продолжались вплоть до 1908 года. 1 августа 1929 года Кайзерсверт вошёл в состав города Дюссельдорф. Во времена нацистской Германии дворец был объявлен национальным мемориалом. В 1967—1974 годах вновь были проведены археологические исследования и выполнены консервационные работы.

## Дворец сегодня
В рамках подготовки к празднованию 1300-летия Кайзерсверта с 1997 до 2001 года проводились очередные реставрационные работы. Были максимально возможно отремонтированы и законсервированы руины северной и южной части дворца, к сожалению, от восточной части не удалось сохранить ничего.
Обращённая к Рейну западная стена дворца, несмотря на все разрушения и сегодня имеет толщину 6 м, длину — 50 м и высоту — 14 м. Стена выложена из базальтовых блоков и туфа, добываемых на склоне горы Драхенфельс южнее Бонна. Арки оконных проёмов выложены красным вулканическим камнем.
По результатам археологических исследований сделан вывод о том, что первый этаж дворца использовался для хозяйственных целей, выше располагались жилые помещения. Этажи связывала монументальная лестница шириной 2 м. Также обнаружены следы большого зала, выходящего широким балконом к Рейну.
Во дворе дворца отмечен фундамент донжона, взорванного в 1702 году. Это было массивное сооружение размерами 8 на 8 м, высотой вероятно 55 м.
По сравнению с другими романскими сооружениями дворец в Кайзерсверте имеет одну особенность. В южной части дворца находятся остатки цилиндрического сооружения высотой примерно 9 метров из кирпича и туфа — это не что иное, как цистерна, в которой собиралась дождевая вода, фильтровалась через слой песка и использовалась как запас питьевой воды во время осад. Цистерна уходила в землю на глубину 13 м.
В ходе последней реставрации придан первоначальный облик руинам башни Kлевертор. Сейчас на месте подъёмного моста перед воротами башни установлен постоянный деревянный мост.
23 декабря 1982 года руины дворца в Кайзерсверте вносятся в список охраняемых государством исторических памятников.